# 湯姆·賴斯
湯姆·賴斯（Hugh Thompson "Tom" Rice Jr.；1957年8月4日—）是美國的一位政治人物。他是現任南卡羅來納州第7選舉區的美國眾議院議員，在2012年11月當選。他是一位保守派共和黨人，支持生命權運動。2014年，他成功獲得連任。